# Фунес (Италия)
Фунес (итал. Funes) — коммуна в Италии, располагается в регионе Трентино — Альто-Адидже, в провинции Больцано.
Население составляет 2379 человек (2008 г.), плотность населения составляет 30 чел./км². Занимает площадь 80 км². Почтовый индекс — 39040. Телефонный код — 0472.
Покровителями коммуны почитаются святые апостолы Пётр и Павел, празднование 29 июня.

## Демография
Динамика населения:

## Администрация коммуны
- Официальный сайт: https://web.archive.org/web/20081205053349/http://www.gvcc.net/soci/funes.htm